# 1220er
Portal Geschichte | Portal Biografien | Aktuelle Ereignisse | Jahreskalender | Tagesartikel

◄ |
12. Jh. |
13. Jahrhundert
| 14. Jh. | ►

◄ |
1190er |
1200er |
1210er |
1220er
| 1230er | 1240er | 1250er | ►

1220 |
1221 |
1222 |
1223 |
1224 |
1225 |
1226 |
1227 |
1228 |
1229

## Ereignisse
- 1220: König Friedrich II. erlässt die Confoederatio cum principibus ecclesiasticis, in der er auf hoheitliche Rechte verzichtet. Beginn der Landesherrschaften im Heiligen Römischen Reich und Schwächung der Zentralmacht.
- 1220: Kaiserkrönung Friedrichs II. in Rom.
- 1227: Dschingis Khan, Begründer des Mongolischen Reiches, stirbt
- um 1227: Die Bettelmönche übernehmen erstmals die einbändige Pariser Bibel für ihre Zwecke.
- um 1227: Ulrich von Liechtenstein reist nach Rom und unternimmt als Frau Venus verkleidet eine Turnierfahrt von Venedig nach Böhmen.
- 1228: 5. Kreuzzug unter Kaiser Friedrich II. (bis 1229).
- um 1220 bis 1230: Das Bauhütten- oder Skizzenbuch des Villard de Honnecourt entsteht.
- um 1220 bis 1231/1233: Eike von Repgow schreibt den Sachsenspiegel.